# Celatoblatta vulgaris
Celatoblatta vulgaris är en kackerlacksart som beskrevs av Johns 1966. Celatoblatta vulgaris ingår i släktet Celatoblatta och familjen storkackerlackor. Inga underarter finns listade i Catalogue of Life.